# Jean Weissenbach
Jean Weissenbach (Estrasburg, França, 1946) és un biòleg francès responsable del Centre Nacional de Recerca Científica de França encarregat del desxiframent del genoma humà.
Nascut el 13 de febrer de 1946 a Estrasburg estudià matemàtiques i farmàcia a la Universitat d'Estrasburg, llicenciant-se l'any 1977. Dirigeix el Genoscope del Centre Nacional de la Recerca Científica a Évry (Essonne) i és membre de l'Acadèmia Francesa de Ciències. Els seus treballs sobre genètica molecular i cartografia cromosòmica, que va servir de base per la clonació posicional de gens humans implicats en nombroses malalties i pel desenvolupament dels treballs de la seqüenciació del genoma humà, li van fer valedor l'any 2001 del Premi Príncep d'Astúries d'Investigació Científica i Tècnica, juntament amb Craig Venter, John Sulston, Francis Collins i Hamilton O. Smith.